# إدارة تحقيق الفوائد

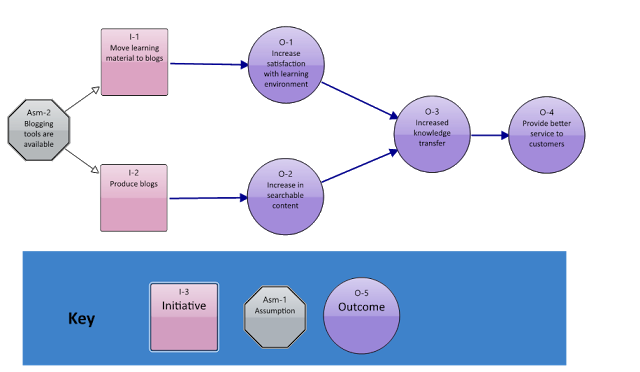

إدارة تحقيق الفوائد (BBM) (تسمى أيضًا إدارة الفوائد أو تحقيق الفوائد) هي إحدى الطرق العديدة الخاصة بإدارة سبل استثمار الوقت والموارد في صنع التغييرات التي يرغب الناس في رؤيتها تحدث. وقد نمت شعبية إدارة تحقيق الفوائد مؤخرًا في المملكة المتحدة مع إدراج حكومة المملكة المتحدة إدارة تحقيق الفوائد في نهجها الموحد لبرامج، الإدارة الناجحة للبرامج (MSP). والفكرة وراء إدارة تحقيق الفوائد تكمن في أن الاستثمار لا ينجح إلا إذا تحققت الفوائد التي يأمل أصحاب المصالح في الحصول عليها (أي إنها تحدث بالفعل).

## نظرة عامة
ظهرت إدارة تحقيق الفوائد كجزيء من الإدارة الإستراتيجية لنظم المعلومات الإداريه للتغلب علي مشكلة العائد الضعيف من الاستثمار في نظم المعلومات 
لكن مع الوقت قام بعض الباحثيين بدمج فكر إدارة المكاسب ليكون جزء من فكر و عقلية إدارة المشروعات Ref name= Badewi, A. (2015), "Project Management, Benefits Management, and Program Management ", in Barclay, C. and Osei-Bryson, K. (eds.) Strategic Project Management: Contemporary Issues & Strategies for Developing Economies, 1st ed, CRC Press, Taylor & Francis Group, US, pp. 85–104.> و مع الوقت أثبتت الدراسات انه بدمج فكر إدارة المكاسب مع فكر إدارة المشروعات فنسبة النجاح تزداد بشكل مؤثر
و بالتالي، كما هو الحال مع جميع منهجيات إدارة المشروعات، تمتلك إدارة تحقيق الفوائد أدوارًا، ومسؤوليات، وعمليات، ومبادئ، ومنجزات واضحة. تستخدم المنظمات إدارة تحقيق الفوائد في إدارة الاستثمار في قطاع الشراء، والمشروعات، والبرامج، والمحافظ الاستثمارية. وتُستخدم إدارة تحقيق الفوائد أيضًا في ضمان حفاظ المنظمات على تركيز الفوائد خلال العمليات التجارية المستمرة.
وتكون النتائج عبارة عن التغييرات التي يعتبرها أصحاب المصالح هامة وقد تكون إستراتيجية أو غير إستراتيجية. وتعتبر الفائدة الأثر الإيجابي القياسي للتغيير. وعدم الحصول على الفائدة هو الأثر السلبي القياسي للتغيير. وتحتاج إدارة تحقيق الفوائد الناجحة إلى أشخاص مسؤولة، وتدابير مناسبة، وإدارة استباقية.
، أو خريطة المنفعة). ويدعم هذا الأسلوب الاتفاق على النتائج المرجوة حيث أنه يوضح النتائج والعلاقات بينها في صفحة واحدة. فيمكن الاتفاق عليها وتوصيلها بوضوح نتيجة لذلك.
وعندئذ يمكن الحصول على البيانات إما بشكل منفصل أو ضمن أداة نموذجية مناسبة لكل نتيجة ستضم مقاييس الفائدة المستخدمة لكل من معلومات الملكية والمساءلة والمعلومات اللازمة لدعم إدارة تحقيق الفوائد.